# Peter Zec

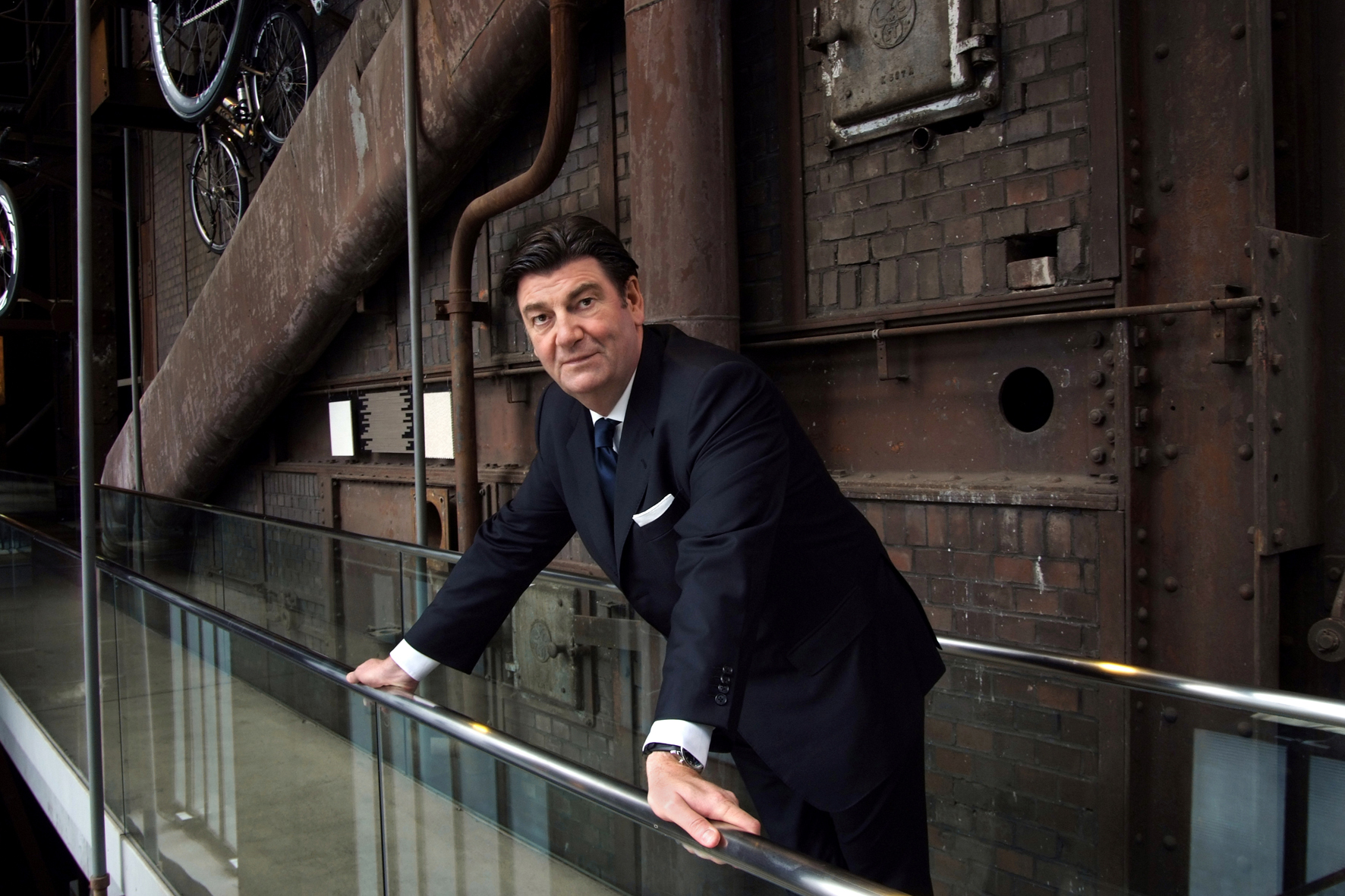
Peter Zec

Peter Zec (* 8. Oktober 1956 in Osnabrück) ist ein deutscher Unternehmer, Kommunikations- und Designberater, Autor und Herausgeber. Er ist geschäftsführender Vorstand des Design Zentrums Nordrhein Westfalen und geschäftsführender Gesellschafter der Red Dot GmbH & Co. KG.

## Leben
Peter Zec ist der Sohn des aus Jugoslawien stammenden Ljubomir Zec und der Deutschen Irma Zec. Nach dem Abitur 1977 verpflichtete sich Zec freiwillig für zwei Jahre bei der Bundeswehr. Anschließend studierte Zec von 1979 bis 1987 Medienwissenschaft, Psychologie und Kunstwissenschaft an der Universität Osnabrück. 1984 erlangte er den akademischen Grad Magister Artium mit der Note „mit Auszeichnung“. Danach promovierte er 1987 mit einer Dissertation zum Thema „Holographie – Geschichte, Technik, Kunst“ zum Dr. phil. mit der Note „mit Auszeichnung“. Die Dissertation wurde im gleichen Jahr mit demselben Titel in populärwissenschaftlicher Form vom DuMont Verlag Köln veröffentlicht.
Von 1993 bis 2002 war Peter Zec Professor für Wirtschaftskommunikation an der Fachhochschule für Technik und Wirtschaft in Berlin. Als erstberufener Professor des Fachs entwickelte er das Curriculum des Diplom-Studiengangs Wirtschaftskommunikation, der im Sommersemester 1994 die ersten Studenten aufnahm.
Außerdem startete Zec im Rahmen eines studentischen Projektes den Preis „Deutscher Preis für Wirtschaftskommunikation“, der auch heute noch jährlich durchgeführt wird.
1991 begann Zec seine Tätigkeit als Geschäftsführer des Design Zentrums Nordrhein Westfalen in Essen. Um die Einnahmen des Design Zentrums zu steigern und dadurch den wirtschaftlichen Erfolg zu sichern, führte Peter Zec im Jahr 1992 die Idee des Labelmarketings ein. So entstand der „Rote Punkt“ als Auszeichnung für die von der Jury ausgewählten formschönen Produkte, der erstmals 1992 mit dem Erscheinen des Jahrbuchs „Design Innovationen“ in den Markt eingeführt wurde.
Im Jahr 2001 wurde dann die neue Bezeichnung „Red Dot Design Award“ genutzt und der Rote Punkt wurde durch den Red Dot ersetzt. Dessen Gestaltung stammt initial von Otl Aicher, der zunächst einen schwarzen und dann einen orangen Punkt entwarf. Zec etablierte anschließend das rote Logo.
Im Jahr 2005 entwickelte Peter Zec gemeinsam mit Ken Koo in Singapur den Red Dot Award: Design Concept. 2009 gründete er gemeinsam mit Burkhard Jacob das Red Dot Institute for Advanced Design Studies. Darüber hinaus entstanden mit den Red Dot Design Museen in Essen, Singapur und Xiamen sowie dem Verlag „Red Dot Edition“ weitere Geschäftsbereiche unter der Marke „Red Dot“.

## Besondere Tätigkeiten, Ausstellungen und Veröffentlichungen
Peter Zec kuratierte gemeinsam mit Achim Lipp 1985 die Ausstellung „Mehr Licht – Künstlerhologramme und Lichtobjekte“, die vom 26. Juli bis zum 15. September des gleichen Jahres in der Hamburger Kunsthalle gezeigt wurde.
Von 1985 bis 1986 übernahm Peter Zec die Leitung des Museums für Holographie & neue visuelle Medien in Pulheim bei Köln.
Im Anschluss daran war er von 1986 bis 1988 als Leiter des Fachbereichs Bild (inklusive des Mediums Holografie) maßgeblich an der Planung des in Karlsruhe entstandenen Zentrum für Kunst und Medientechnologie beteiligt.
Unter seiner Mitwirkung entstand das Konzept `88, das die Grundlage für die Gründung des ZKM lieferte.
Von 1989 bis 1993 war Peter Zec erster Vorsitzender der Deutschen Gesellschaft für Holografie e. V., an deren Gründung er als Gründungsmitglied beteiligt gewesen ist.
1988 veröffentlichte Peter Zec das Buch „Informationsdesign – Die organisierte Kommunikation“. Information wird darin als neuer immaterieller Rohstoff des digitalen Zeitalters verstanden, der mit Hilfe des Designs in eine anwendungsspezifische Form gebracht wird.
Im Jahr 1989 übernahm Peter Zec die Geschäftsführung der damals in Düsseldorf ansässigen nationalen Designerverbände Bund Deutscher Grafik-Designer (BDG; heute Berufsverband der Deutschen Kommunikationsdesigner). In der Zeit 1988 bis 1990 war er Geschäftsführer des Verbands Deutscher Industrie-Designer (VDID).
Gemeinsam mit Burkhard Jacob veröffentlichte Peter Zec 2010 das Buch „Der Designwert. Eine neue Strategie der Unternehmensführung“.
Darin wird die von ihnen entwickelte Methode zur Berechnung des Designwerts von Unternehmen vorgestellt. Darüber hinaus wird der Designwert als Indikator zur Bewertung des Innovationspotenzials und der Wachstumschancen eines Unternehmens eingesetzt.

## Ehrenamtliche Tätigkeiten
In den Jahren 1999 und 2001 wurde Peter Zec in das Advisory Board of Directors der Weltorganisation ICSID (International Council of Societies of Industrial Design) mit damaligem Sitz in Helsinki gewählt. 2003 wurde er zum President elect der Organisation.
In dieser Funktion entwickelte er gemeinsam mit Dilki de Silva und Luigi Ferrara die Idee des World Design Capital Projektes.
Von 2005 bis 2007 übernahm Zec das Amt des ICSID-Präsidenten. 2009 trat Zec von seiner Funktion als Founding Chair of the World Design Capital Project zurück.
2003 war Zec in seiner Funktion als ICSID President elect an der Gründung der internationalen Dachorganisation IDA (International Design Alliance) mit Sitz in Montreal, Kanada beteiligt. Satzungsgemäß war er von Oktober 2006 bis Oktober 2007 Vorsitzender und Sprecher der Organisation.
Seit 2005 ist Peter Zec Mitglied im SIBAC (Seoul Business Advisory Council). Aufgabe und Ziel des Councils ist es, die Stadt Seoul zu einem wirtschaftlich und kulturell führenden Standort in Nord-Ost-Asien zu entwickeln. Seit 2018 ist Zec Vice Chairman von SIBAC.

## Auszeichnungen
- Im Oktober 2006 wählte die WirtschaftsWoche Peter Zec zu einem der 20 schöpferische[n] Querdenker, die das Gesicht ihrer Unternehmen veränderten oder völlig neue Märkte schufen.[19]
- Im Mai 2016 erhielt Zec den Sonderpreis „Kopf des Jahres“ beim Marketing Club Ruhr für seinen Einsatz für das Ruhrgebiet.[20]
- 2016 wurde er für sein Engagement für die südkoreanische Hauptstadt zum Ehrenbürger von Seoul ernannt.[21]
- 2017 erhielt Peter Zec den BrandLaureate Legendary Award.[22]
- Für sein Engagement für das deutsche Design wurde er am 8. August 2019 von Bundespräsident Frank-Walter Steinmeier mit dem Verdienstorden der Bundesrepublik Deutschland, dem Bundesverdienstkreuz am Bande, ausgezeichnet.[23]

## Werke (Auswahl)
Zec ist Herausgeber des jährlich publizierten Red Dot Design Yearbook, des International Yearbook Brands & Communication Design und des Design Diary. In den vergangenen Jahren sind von ihm unter anderem folgende Bücher erschienen:
- Informationsdesign. Die organisierte Kommunikation. Vertrieb für die Bundesrepublik Deutschland, A. Fromm, Osnabrück 1988, ISBN 978-3-7201-5210-5.
- Design goes virtual. Entwürfe zur Ästhetik in der Informationsgesellschaft. Design Zentrum Nordrhein-Westfalen, Essen 1996, ISBN 978-3-929227-07-9.
- German Design Standards. DuMont, Köln 1997, ISBN 978-3-7701-4290-3.
- LebensForm Tupperware – Die Kultivierung des Gebrauchs. Design Zentrum Nordrhein Westfalen, Essen 1997, ISBN 978-3-929227-33-8.
- Mit Design auf Erfolgskurs. Strategien, Prozesse, Konzepte. DuMont, Köln 1998, ISBN 978-3-7701-4736-6.
- Good Design. Produktkultur und Lebensform. Design Zentrum Nordrhein Westfalen, Essen 2000, ISBN 978-3-929227-48-2.
- Orientierung im Raum. Eine Untersuchung zur Gestaltung von Orientierungs- und Leitsystemen. Red Dot Edition, Essen 2002, ISBN 978-3-89939-058-2.
- Hall of Fame. Companies Searching for Excellence in Design. A Review of the 20th Century. Red Dot Edition, Essen 2003, ISBN 978-3-929638-79-0.
- Who’s Who in Design Volume 2. avedition, Ludwigsburg 2004, ISBN 978-3-89986-031-3.
- Return on Ideas. Better by Design. Red Dot Edition, Essen 2006, ISBN 978-3-89939-086-5.
- Dauernde, nicht endgültige Form. Red Dot Edition, Essen 2015, ISBN 978-3-89939-182-4.
- Every Product Tells a Story. Red Dot Edition, Essen 2015, ISBN 978-3-89939-171-8.
- The Form of Success – Design as a Corporate Strategy. Red Dot Edition, Essen 2018, ISBN 978-3-89939-209-8.

Von Peter Zec mit anderen veröffentlichte Publikationen:
- Mit Burkhard Jacob: Der Designwert. Eine neue Strategie der Unternehmensführung. Red Dot Edition, Essen 2010, ISBN 3-89939-102-0.
- Mit Burkhard Jacob und Vito Oražem: Homo Ex Data. The Natural of the Artificial. Red Dot Edition, Essen 2017, ISBN 978-3-89939-201-2.
- Mit Burkhard Jacob: The Form of Simplicity: Good Design for a Better Quality of Life. Red Dot Edition, Singapur 2018, ISBN 978-3-89939-210-4.
- Mit Burkhard Jacob und Vito Oražem: Homo Ex Data. Design in the Age of Big Data. Red Dot Edition, Essen 2020, ISBN 978-3-89939-227-2.